# 海兵遠征軍
海兵遠征軍（かいへいえんせいぐん、英語: Marine expeditionary force, MEF）は、アメリカ海兵隊の海兵空地任務部隊 (MAGTF) の一種。MAGTFとしては最大規模の編制であり、少将または中将を指揮官として、海兵師団・航空団および後方支援部隊などで編成されている。

## 概要
MEFは戦争とみなされる程度の大規模な戦域での武力紛争への派遣が想定されており、独力で60日間の継戦能力を有する。MEFは、他軍種の部隊を配属されて統合任務部隊や集成任務部隊を編成する場合や、逆により上位の統合部隊の隷下に入ってその海兵隊構成部隊となる場合もある。例えば湾岸戦争の際、現地に展開した第1海兵遠征軍（IMEF）司令官であったブーマー中将 (Walter E. Boomer) は、中央軍の中の海兵構成部隊である中央海兵隊（Marine Forces Central Command, MARCENT）の指揮官を兼任し、MARCENT 司令部はIMEF司令部を母体として編成された。

### 部隊一覧
- ：第1海兵遠征軍、カリフォルニア州サンディエゴ、キャンプ・ペンドルトン
- ：第2海兵遠征軍、ノースカロライナ州ジャクソンビル、キャンプ・レジューン
- ：第3海兵遠征軍、沖縄県うるま市、キャンプ・コートニー